# Summer World University Games 2025/Teilnehmer (Costa Rica)
| Gelbes Symbol für Goldmedaillen mit stilisierten Olympischen Ringen | Graues Symbol für Silbermedaillen mit stilisierten Olympischen Ringen | Braundes Symbol für Bronzemedaillen mit stilisierten Olympischen Ringen |
| ------------------------------------------------------------------- | --------------------------------------------------------------------- | ----------------------------------------------------------------------- |
| —                                                                   | —                                                                     | —                                                                       |

Costa Rica nahm an den Summer World University Games 2025 vom 16. bis zum 27. Juli mit 6 Athleten (3 Männer und 3 Frauen) teil.

## Teilnehmer nach Sportarten

### Fechten
Frauen
- Karina Dyner

### Leichtathletik
Männer
- Ivan Sibaja

### Tischtennis
| Männer - Daniel Araya | Frauen - Victoria Castro |

### Turnen

#### Gerätturnen
| Männer - Alejandro Mora | Frauen - Heika Salas |